# Komet Borrelly
Komet Borrelly (uradna oznaka je 19P/Borrelly) je periodični komet z obhodno dobo 6,8 let. Pripada Jupitrovi družini kometov. Mimo kometa je letela vesoljsko plovilo Deep Space 1 v letu 2001.

## Odkritje
Komet je odkril Alphonse Borrelly (1842–1926) med običajnim iskanjem kometov v Marseillu, Francija, 28. decembra 1904.

## Značilnosti
Jedro kometa ima naslednje parametre:
- velikost: 8×4×4 km[1]
- gostota: 0,3 g/cm³[2]
- masa: 2×1013 kg[3]
- albedo: 0.03[4]

## Mimolet vesoljskega plovila Deep Space 1
Mimo kometa Borrelly je 21. septembra 2001 letelo poskusno (preizkus nove opreme) vesoljsko plovilo Deep Space 1. Vesoljsko plovilo je poslalo na Zemljo čudovite posnetke in podatke o kometu.